# Stella McCartney
Stella McCartney (ur. 13 września 1971 w Londynie) – brytyjska projektantka mody i kostiumografka.

## Życiorys
Jest córką Paula McCartneya i Lindy Eastman. Już w wieku 15 lat zajmowała się modą – pracowała u projektanta Christiana Lacroix. Następnie studiowała tę dziedzinę na uczelni Central St Martins College of Art & Design w Londynie.
W 1997 roku została zatrudniona we francuskim domu mody Chloé, jako dyrektor kreatywna i główna projektantka marki. Jej asystentką została Phoebe Philo, z którą wspólnie łączyły w projektach ekologię z modą m.in. wprowadzając zakaz używania skóry w kolekcjach. W kwietniu 2001 roku McCartney odeszła z Chloé.
W 2002 roku debiut miała własna marka ubrań Stelli McCartney. W tym samym roku, w Nowym Jorku, McCartney otworzyła swój pierwszy sklep. Od tego czasu jest jedną z popularniejszych brytyjskich projektantek. Sukienkę jej projektu założyła Meghan Markle na swoje przyjęcie weselne. McCartney była odpowiedzialna za stroje dla reprezentacji Wielkiej Brytanii na Igrzyskach Olimpijskich i Paraolimpijskich w 2012 roku w Londynie.
Stella McCartney pracowała także z Karlem Lagerfeldem, Adidasem i H&M. Wspomagała działania organizacji PETA.
Zaprojektowała kostiumy do filmu Sky Kapitan i świat jutra (2004) Kerry’ego Conrana, za które otrzymała nominację do Nagrody Satelita za najlepsze kostiumy.

## Życie prywatne
W 2003 wzięła ślub z brytyjskim dziennikarzem Alasdhairem Willisem. W 2005 urodził się ich pierwszy syn – Miller Alasdhair James Willis, w 2006 roku przyszła na świat córka Bailey Linda Olwyn Willis, w 2008 roku – syn Beckett Robert Lee Willis, a w 2010 roku urodziła córkę i dała jej na imię Reiley Dilys Stella. Wszystkie dzieci urodziły się w Londynie.
Stella McCartney jest wegetarianką.